# Pan Popper a jeho tučňáci
Pan Popper a jeho tučňáci (v anglickém originále Mr. Popper's Penguins) je americká filmová komedie z roku 2011. Režisérem filmu je Mark Waters. Hlavní role ve filmu ztvárnili Jim Carrey, Carla Gugino, Madeline Carroll, Maxwell Perry Cotton a Angela Lansburyová.

## Obsazení
| Jim Carrey           | Tom Popper        |
| Carla Gugino         | Amanda Popper     |
| Madeline Carroll     | Janie Popper      |
| Maxwell Perry Cotton | Billy Popper      |
| Angela Lansburyová   | Selma Van Gundy   |
| Henry Keleman        | mladý Tom Popper  |
| Dylan Clark Marshall | mladší Tom Popper |
| Desmin Borges        | Daryl             |
| Philip Baker Hall    | pan Franklin      |
| Jeffrey Tambor       | pan Gremmins      |
| David Krumholtz      | Kent              |